# Кирьяновцы (Лидский район)
Кирьяновцы (бел. Кір'я́наўцы) — деревня в Лидском районе Гродненской области Беларуси. В составе Дубровенского сельсовета.

## География
В 1,6 км на северо-запад от деревни расположен остановочный пункт Кирьяновцы на линии Молодечно — Лида, между остановочным пунктом Князиковцы и остановочным пунктом Цвермы.
Рядом пролегает дорога Н-6021, через деревню — дорога Н-20036.
Ближайшие населённые пункты Андрушки (Ивьевский район), Бакуны, Бердовка (Лидский район) и др.

## История
В 1905 году в Докудовской волости Лидского уезда Виленской губернии.
До 17 марта 2023 года деревня входила в состав Бердовского сельсовета.

## Население

### Численность
- 2009 год — 66 жителей

### Динамика
- 1905 год — 151 житель (76 муж., 75 жен.) — деревня; 7 жителей (3 муж., 4 жен.) — фольварк[3].
- 2009 год — 66 жителей (перепись населения)[3].

## Галерея
- Улица
- Здание около станции
- Здание около станции
- Здание около станции
- Ж/д остановочный пункт Кирьяновцы